# Col du Surceneux
Le col du Surceneux est un col routier du massif des Vosges situé à 810 m d'altitude et qui relie la commune de Ban-sur-Meurthe-Clefcy à Xonrupt-Longemer. Le col commence par l’ascension du défilé de Straiture par la route départementale 23.  

## Toponymie
Le surcernage est une méthode de déboisage consistant à empêcher la montée de la sève et à provoquer ainsi la mort de l'arbre par l'enlèvement de l'écorce à la base du tronc. La curcenée ou surceneux est la partie de la forêt qui a eu affaire au surcenage.
Le Surceneux est le nom donné au hameau et à la clairière demeurant au fond du cirque de forêts de sapinières, d'hêtraies-sapinières, d'épicéas, ainsi que de pâturages et comportant quelques fermes juxtaposant le col.

## Tourbière
Une tourbière asséchée présentant une épaisseur de 4,30 m de tourbe avec une strate discontinue de bouleaux est masquée par une lande à Callune. Elle possède une mosaïque d'espèces végétales et animales, dont la plante carnivore Rossolis à feuilles rondes, l’Éricacée arbrisseau ou le Cuivré de la Bistorte.
Elle fait partie du site Natura 2000 du « massif de Haute Meurthe ».